# Мусамухамедов, Ризамат
Ризамат-ота Мусамухамедов (24.02.1881 — 13.03.1979) — мастер виноградарства Узбекистана. Герой Труда (1936). Герой Социалистического Труда (1962). Лауреат Сталинской премии (1952). Почётный академик АН УзССР (1957—1961). Заслуженный виноградарь Узбекской ССР (1935). Заслуженный агроном Узбекской ССР (1971).

## Биография
С 1895 года работал в винодельческой фирме «Дегресс» под Ташкентом.
В 1914−1922 годах — виноградарь, главный специалист хозяйства «Кенсай». В 1922—1947 виноградарь станции «Аккавак» СОЮЗНИХИ.
Инструктор Ташкентского областного управления сельского хозяйства (1947−1950). С 1950 года — главный агроном по виноградарству Министерства сельского хозяйства Узбекистана.
Под его руководством в среднеазиатских республиках и в Казахстане было заложено более 3600 га виноградников и садов.
Вывел десятки сортов винограда, внедрил метод его омоложения. Указом Президиума Верховного Совета СССР от 5 ноября 1962 года «за большие заслуги в развитии виноградарства, разработку прогрессивных способов возделывания виноградников и подготовку кадров виноградарей в колхозах и совхозах» удостоен звания Героя Социалистического Труда с вручением Ордена Ленина и золотой медали Серп и Молот.
Награждён 3 орденами Ленина, орденом Октябрьской Революции, 2 орденами Трудового Красного Знамени, орденом «Знак Почёта», тремя медалями СССР, 3 Большими золотыми, 4 Малыми золотыми, Большой серебряной, семью Бронзовыми медалями ВСХВ и ВДНХ, медалью И. В. Мичурина.
Похоронен в Ташкенте на кладбище Ялангач−2.

## Образ в культуре
Часто указывается прообразом героя фильма 1969 года «Яблоки сорок первого года» — Старик повёзший на фронт эшелон с яблоками.